# حصانة سيادية
الحصانة السيادية كما تُعرف باسم حصانة التاج هو مبدأ قانوني يرى الدولة غير قادرة على اقتراف الأخطاء التي لا يسمح بها القانون ويحميها من مواجهة الدعاوى المدنية أو الملاحقة الجنائية. ويمثل أحد مبادئ القانون الدولي، ما يجعل الدولة ذات السيادة معفاة أمام المحاكم الأجنبية. تعتمد الحصانة السيادية على مفهوم السيادة فلا يجوز إخضاع سيادة الدولة دون موافقة هذه الدولة على الولاية القضائية التابعة لسيادة أخرى.
يدلل قانون الحصانة السيادية على تمتع الدولة بالحصانة من سلطان وأوامر المحاكم الأجنبية باستثناء الحالة التي تتنازل بها عن هذه الحصانة. كما يحول دون فرض أحكام صادرة عن محاكم تابعة لبلد أجنبي على دولة ذات سيادة من غير موافقة الأخيرة.

## حسب البلد

### أستراليا
ليس لدى أستراليا حصانة سيادية تلقائية، ولا يُرسي الدستور الأسترالي حالة من الحصانة غير المقيدة للتاج فيما يتعلق بالولايات والكومنولث. ينص الدستور على بنود يقع على عاتق الولايات والكومنولث سنها بصورة مستقلة من بعضها البعض، ويتجلى ذلك على أرض الواقع بسن الولايات لقوانين تخص شؤوناً معينة وما يقابله من سن الكومنولث لقوانين مختصة بشؤون أخرى. وقد يقع نتيجة لذلك التباس في بعض الحالات من ناحية انطباق التشريع حيث لا توجد حصانة سيادية محددة بوضوح. تنص المادة رقم 109 من الدستور الأسترالي على: «عندما يتناقض قانون ولاية مع قانون من الكومنولث، يطبّق قانون الكومنولث ويصبح حدّ تناقضه، غير صالح.» بموجب المادة سالفة الذكر وعملاً بما يقتضيه سياق التطبيق وإذا ما وجِد قانون معين يخالف الصلاحيات التنفيذية للولاية أو الكومنولث، فإن التاج سيكون محصناً ضد أي قانون معين أو قد لا يكون كذلك.

### بلجيكا
تنص المادة 88 من دستور بلجيكا على أن: «الملك مصان من كل تبعية ومسؤولية، وتقع المسؤولية على عاتق الوزراء.»

### بوتان
لا يتحمل الملك المسؤولية القانونية عن أفعاله/أفعالها وفقاً لدستور بوتان.

### كندا
ورثت كندا الحصانة التاجية عن القانون البريطاني واتخذت هذه الحصانة صورة القانون العام. ولكن أدى سن التشريعات الأساسية إلى تراجع الحصانة التاجية بصورة منتظمة مع مرور الزمن. فقد صححت الحكومة الاتحادية وجميع المقاطعات الكندية خلال الآونة الأخيرة هذا الوضع من خلال سن تشريع كان من شأنه جعل «التاج» مسؤولاً عن أخطائه مثل أي شخص آخر، وبالتالي فإن المسؤولية التقصيرية للحكومة هي تطور جديد نسبياً في كندا، وهو ثمرة القوانين الموضوعة وليس ثمرة القانون العام.

### الصين
لقد ظلت الصين تزعم دائماً أن إحدى المبادئ الأساسية للقانون الدولي هو تمتع الدول وممتلكاتها بحصانة سيادية مطلقة. تعترض الصين على تقييد الحصانة السيادية أو الحد منها.

### الدنمارك
تنص المادة 13 من دستور الدنمارك على أنه: «لا يجوز مساءلة الملك عن أفعاله؛ ويعتبر شخصه محصناً. ويعتبر الوزراء مسؤولين عن سلوك الحكومة؛ ويتم تحديد مسؤولياتهم بموجب القانون.»